# Glem
Pour les articles homonymes, voir Lemaire.
Gérard Lemaire dit Glem, né le 5 novembre 1946 à Cuesmes (province de Hainaut), est un auteur de bande dessinée humoristique et graphiste publicitaire belge.

## Biographie

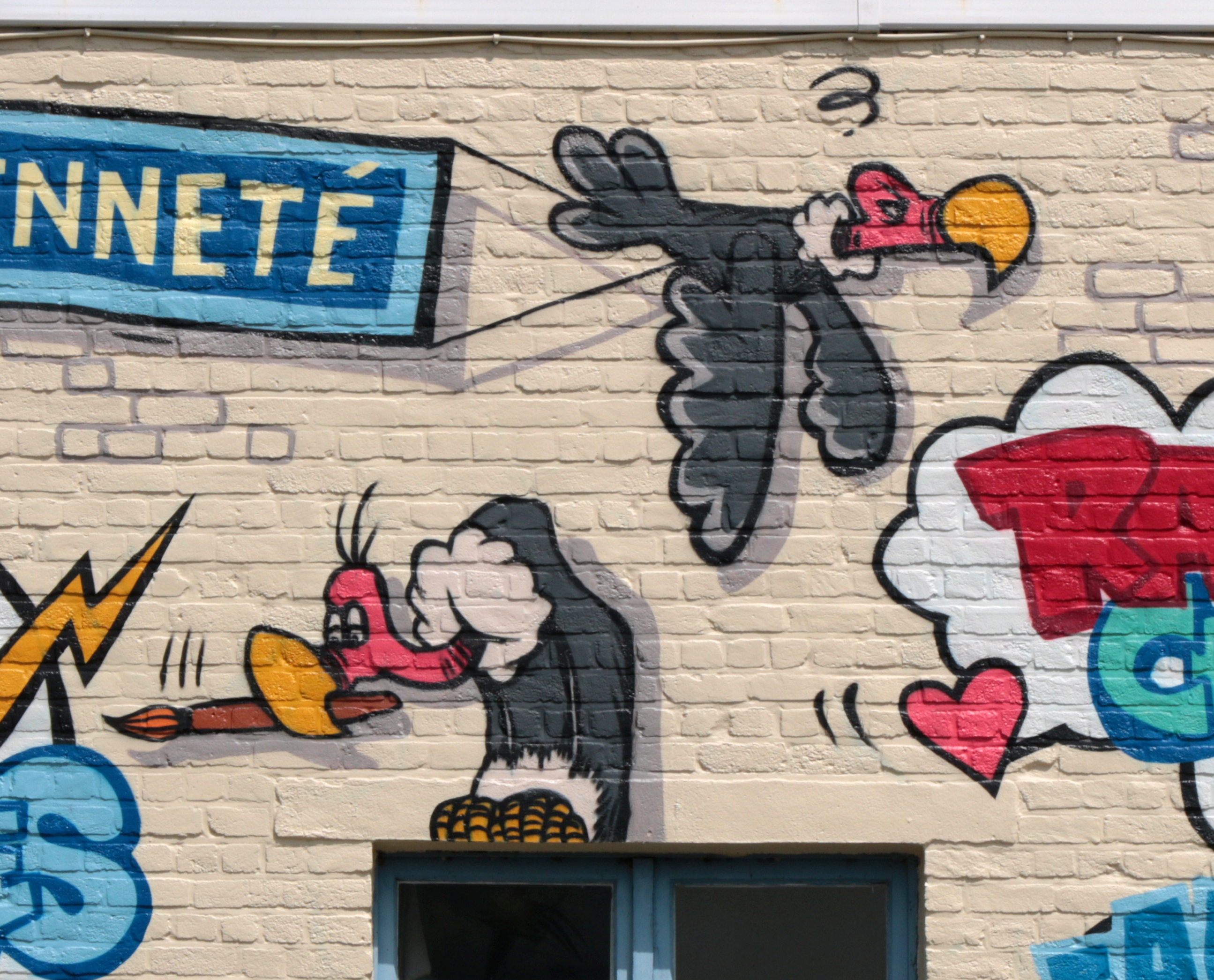
Les Voraces peints durant le festival de street art Fresh Paint OLLN sur la façade de la Maison de la Citoyenneté à Ottignies.

Gérard Lemaire naît le 5 novembre 1946 à Cuesmes. Sa famille part s'installer au Congo Belge lorsqu'il a deux ans. Il passe ainsi seize années de sa jeunesse en Afrique et revient seul à l'âge de 19 ans en Belgique. Il s'inscrit à l'Académie royale des beaux-arts de Bruxelles. Il y rencontre sa future épouse ainsi que Jean Graton à la recherche d'un assistant. Glem travaillera sur Michel Vaillant pendant un an en assurant décors et mises en couleurs.

### Spiroupremier mouvement
Gérard Lemaire entre chez Spirou profitant d'une rubrique donnant sa chance aux jeunes avec deux gags en une planche Boniface et Les Copains signés sous le pseudonyme Gélem dans le no 1542 du 2 novembre 1967. Parallèlement, de 1968 à 1971, le rédacteur en chef Yvan Delporte accepte ses mini-récits où il anime diverses séries telles que Les Époustouflantes Aventures de Tom Bolah, Bidule le Robot et Ted et Narcisse, deux souris obèses qui vont vivre une histoire complète à suivre Le Monstre du Gouffre Noir grâce à l'appui de Franquin,. Puis, Glem entre aux Éditions Averbode, où il reste 9 ans et publie dans les journaux destinés aux écoliers du réseau d'enseignement catholique Tremplin, Bonjour et Dorémi. Puis, Glem part publier Tof et Popof dans Le Soir-Jeunesse où il reste peu de temps. Il effectue son service militaire pendant lequel il dessine des diapositives du Code de la route pour les miliciens (des soldats appelés). Revenu à la vie civile, il travaille pour l'Eurovision pendant huit ans comme dessinateur technique. Concomitamment, il succède à Picha au Journal Spécial où il reste deux ans. Il passe également 2 ans à L'Événement, un magazine hebdomadaire belge d'actualité comme dessinateur de presse. Il fournit aussi des illustrations pour le magazine Pourquoi pas ?. Puis, il lance La Bande à Bacilles dans le journal médical AMB. En 1979, il devient directeur de studio à l'agence Publi-Market.

### Spirousecond mouvement
En 1983, il revient dans Spirou pour illustrer des rubriques rédactionnelles et les P'tits Contes de Luce avec Luce Degotte (jusqu'en 1987), sous le pseudonyme Glem et la série de strips Freddy Guidon, écrite par Thierry Groensteen jusqu'en 1985.
Dans le Spirou no 2491 du 7 janvier 1986, associé à Raoul Cauvin au scénario, il replonge dans l'univers de sa brousse post-natale avec Les Voraces sur une saga africaine de 2 vautours affamés et philosophes dénommés Melchior et Balthazar. Les gags de 1 à 4 planches sont compilés en 5 albums chez Dupuis de 1989 à 1994. Les personnages, également utilisés pour des pages de jeux Les Voraces et les Coriaces, paraissent dans Spirou jusqu'en 1996 mais connaissent peu de succès public.
De plus, Glem dessine les séries humoristiques Non Sense en 1992 et 1993 avec le scénariste François Gilson, suivi de Enzo et les Zootres en 1998.
En 2002-2003, il passe huit mois sur une bande dessinée consacrée à l'affaire Dutroux, qui ne trouve pas d'éditeur, ce qui le pousse à quitter le milieu. 
Outre ses activités dans la bande dessinée, Lemaire est resté dans la publicité depuis les années 1980, comme directeur de studio puis à son compte comme patron d'une agence de publicité bruxelloise. À partir de 2002, il se consacre également au travail social.
Il publie La Nuit du secret en 2007 chez La Vache qui Médite au tirage de 350 exemplaires, un récit paru dans Spirou en 1970.
En 2018, il participe avec des caricatures au projet d'évangélisation PHILiation d'Hubert van Ruymbeke,.
Selon l'éditeur wavrien de La Vache qui médite qui reprend la formule de Patrick Gaumer, Glem s'avère un illustrateur humoristique d'une redoutable efficacité avec un trait simple et expressif et il le dépeint comme un homme généreux et de grande gentillesse, et pour Henri Filippini son dessin est aussi dépouillé que les proies de ses charognards.

## Œuvre

### Collections publiques
17 œuvres de cet artiste sont conservées au Centre belge de la bande dessinée et font partie du patrimoine mobilier de la région Bruxelles-Capitale.

#### Livres
: document utilisé comme source pour la rédaction de cet article.
- Henri Filippini, Dictionnaire de la bande dessinée, Paris, Bordas, 1989, 731 p., ill. ; 27 cm (ISBN 2-04-018455-4, OCLC 1244909550, BNF 35065653, présentation en ligne), p. 556, 627.
- Patrick Gaumer et Claude Moliterni, « Glem (Gelem) », dans Dictionnaire mondial de la bande dessinée, Paris, Larousse-Bordas, 1998, 880 p., ill. ; 29 cm (ISBN 978-2-0352-3520-6 et 2-0352-3520-0, OCLC 270725728), p. 347.
- Jean Pirotte (dir.) et Luc Courtois, Du régional à l'universel. : L'imaginaire wallon dans la bande dessinée., Louvain-la-Neuve, Fondation wallonne Pierre-Marie et Jean-François Humblet, 1999, 310 p. (ISBN 978-2-9600072-3-7 et 2960007239, OCLC 1075833932), p. 227 lire sur Google Livres
- Jacques Fiérain, « Glem », dans La BD dans la province du Hainaut, Charleroi, Éd. l'Âge d'or, septembre 2006, 96 p., ill. ; 31 cm (ISBN 9782960046458 et 2960046455, OCLC 469651838, présentation en ligne), p. 23.
- Philippe Mellot, Michel Denni, Laurent Turpin et Isabelle Morzadec, Trésors de la bande dessinée : BDM 2021-2022 - Catalogue encyclopédique et Argus, Paris, Les Arènes, novembre 2020, 22e éd., 1700 p., ill. ; 23 cm (ISBN 9791037502582, OCLC 1240308146, présentation en ligne), p. 1296. .